# 犬も歩けば棒に当たる
犬も歩けば棒に当たる（いぬもあるけばぼうにあたる）は、日本のことわざである。上方かるたの冒頭の句である「一寸先は闇」に対して、江戸の「いろはかるた」の最初の札を構成することわざである。尚、ことわざ・いろはカルタ研究家の時田昌瑞によれば、「犬も歩けば棒に当たる」に相当することわざは、オランダでは「駆け回る犬は、いずれ食い物を見つける」、スペインやメキシコでは「船に乗らない者は船酔いしない」、トルコでは「座っているライオンよりも歩き回るキツネの方が良い」であるとしている。

## 幸運説と災難説
ことわざ「犬も歩けば棒に当たる」には2つの意味があり、度々、その元となった意味が議論されてきた。
一つは、「何か物事をしようとする者は、それだけに何かと災難に会うことも多いものだ」という意味である。この場合は、「棒に当たる」は「棒に打たれる」という意味となる。JapanKnowledgeによれば、最も古い「不運」を意味する方の「犬も歩けば棒に当たる」の使用例は1758年の浄瑠璃・蛭小島武勇問答の一節であるとされている。その元となった意味として、書籍『人間通になるためのことわざ学入門』では、「犬でさえふらふら歩き回ると棒で殴られるような酷い目に遭う」という方を紹介し、「棒に当たる」は「棒で殴られる」「偶然に出会う」の2つの意味を内包していると解釈し、こちらを元の意味だとしている。
もう一つは、「出歩けば思わぬ幸運に当たる」という意味である。JapanKnowledgeによれば、最も古い「幸運」を意味する方の「犬も歩けば棒に当たる」の使用例は1705年の雑俳・三番続の一節とされている。江戸時代には、「棒に当たる」は「何かに偶然遭遇する」という意味で解釈されていたことがその由来だとされている。